# The Owners
The Owners é um filme de drama produzido no Cazaquistão, dirigido por Adilkhan Yerzhanov e lançado em 2014.